# Xã Dalton, Quận Randolph, Arkansas
Xã Dalton (tiếng Anh: Dalton Township) là một xã thuộc quận Randolph, tiểu bang Arkansas, Hoa Kỳ. Năm 2010, dân số của xã này là 254 người.